# Биоелементи
Биоелементи или биогени елементи су редовно присутни у суштинским компонентама живих бића, у неорганском или органском облику. Поред угљеника, кисеоника и водоника, главне храњиве материје од виталног значаја за биљке су и азот, фосфор, сумпор, калијум, калцијум и магнезијум. Животињама су, поред ових главних елемената, у већим количинама такође неопходни натријум, гвожђе и хлор.
Елементи који улазе у састав биљака могу се класификовати на више начина. Најчешће се класификују према квантитативној заступљености и функцији у биљци. Први начин класификације је заступљен у претежно у пољопривредним наукама. Према елементима присутним у биљкама могу се поделити у три групе:
- I група - елементи неопходни за изградњу и нормалан развој: C, O, H, N, P, S, Ca, K, Cl, Na, Mg, Zn, Fe, Cu, Mn, Mo, Co, Se и други. Састојци су ензима, хормона, витамина и сматрају се незаменљивим.
- II група - елементи чија биолошка функција није довољно проучене: Sr, Br, F, B, Si, Cr, Be, Ni, Li, Cs, Sn, Al, Ba, Rb, Ti, Ag, Ga, Ge, As, Sb, U, Th и други. Улазе у састав једињења чија функција у метаболизму није довољно проучена.
- III група - елементи чије се присуство сматра случајним: Tl, Nb, In, Te, La, Pr, Nd, Eu, Tb, Er, Hg, Pb, Cd, Re и други. Налазе се у биљкама, али нема података о њиховој функцији у метаболизму.

Жива супстанца садржи огроман број елемената који се могу наћи у природи. Сагласно њиховом квантитативном учешћу и значају за животне функције, само неки од њих се називају биоелементима. Према њиховој концентрацији (%) у организму, уобичајено је да се деле на:
- макроелементе – 0,040% и више,
- микроелементе – до 0,039%
- ултрамикроелементе – елементи у траговима.

Магнезијум, натријум, калцијум, калијум и хлор често се означавају као макронутријенти. Иако у многим организмима они чине тек око 0,1% органске материје, они су неопходни за централне животне функције.
Неки биоелементи су неопходни само за биљке неких таксона. За Chenopodiaceae потребан је натријум, за Fabaceae (које фиксирају азот својих симбионата) то је кобалт, за неке папрати - алуминијум. Неким групама животиња такође су потребни посебни биоелементи. Тако неке врсте Radiolaria зависе од структурног скелетног елемента стронцијума.
Плашташима (Tunicata) је потребан ванадијум. Силицијум као други најзаступљенији елемент у земљиној кори је потребан за само неколико живих бића, поред радиоларија посебно је потребан диатомејама, травама (Poaceae), шаши и палмама (Palmaceae), које користе велике количине силицијума, који може да сачињава три четвртине њиховог пепела.
Поред главних састојака живим бићима је потребно и доста елемената у малим количинама, под називом елементи у траговима. Неки аутори термин биоелементи користе као синоним за елементи у траговима, који су метали, често укључени као кофактори у ензимима.
Удео појединих биоелемената за одређене таксоне је специфична карактеристика или је специфичан за одређене органе и фазе раста. Тако, док већина биљака садржи више фосфора него сумпора, купусњаче (Brassicaceae) имају много више сумпора. Халофите, као што неке врсте Chenopodiaceae, Brassicaceae и Apiaceae садрже пуно натријума, који је у друге биљке укључен најчешће само у траговима.
Елементарни састав људског организма